# Augustinerkloster Würzburg
Das Augustinerkloster in Würzburg ist ein Kloster des Augustinerordens in Würzburg in Bayern in der Diözese Würzburg.

## Geschichte
Das St. Georg geweihte Augustinerkloster wurde 1262 durch den Pater Guido Salanus gegründet. Zu den Augustinereremiten gehörte ein Arzt namens Heinrich, der nach seinem Tod 1381 im Chor der damaligen, bis 1824 bestehenden Augustinerkirche in der heutigen Augustinerstraße einen Grabstein erhielt.
Das Kloster der Augustinereremiten wurde im Zuge der Säkularisation 1803 nicht aufgehoben. Dies unterblieb vermutlich, weil die bayerischen Behörden befürchteten, dass im Falle einer Auflösung des Klosters dessen Bankguthaben in Wien von den österreichischen Behörden eingezogen werden könnte. (Von der Säkularisation verschont blieben auch die Würzburger Bettelorden-Klöster der „Reuerer“-Karmeliten, der Franziskaner und der Kapuziner auf dem Käppele.) Großherzog Ferdinand, der 1806 Großherzog von Würzburg geworden war, bestätigte per Dekret vom 4. Dezember 1806 den Bestand des Klosters.
1813 wurde das Gebäude des Augustinerklosters in der heutigen Augustinerstraße zum Lazarett umfunktioniert und zudem ein Lehrerseminar darin untergebracht. Die Augustiner mussten das Gebäude räumen. Sie zogen in das säkularisierte, weitgehend leerstehende Dominikanerkloster am heutigen Dominikanerplatz. Antonius Lauck (1752–1827), der Prior der Augustiner, hatte es von Großherzog Ferdinand erbeten. Das einstige Dominikanerkloster wurde den Augustinern zunächst als provisorische Unterkunft überlassen; später konnte der Konvent das Anwesen erwerben. Am 1. Oktober 1813 hielten die Augustiner im neu bezogenen Gebäude erstmals ihren Gottesdienst ab.
Nachdem Würzburg auf Beschluss des Wiener Kongresses an das Königreich Bayern gefallen war, ließ die bayerische Regierung das Augustinerkloster 1818 dann doch aufheben. Dessen Vermögen wurde dem Münnerstädter Augustinerkloster zugeschlagen. Die alte Augustinerkirche wurde 1824 abgebrochen.
1828 wurde von der Regierung ein von Münnerstadt abhängiges Augustinerhospiz zugelassen, welches 1847 wieder ein selbständiges Priorat wurde.
In den Jahren 1958/1959 hatten Augustiner die Seelsorge der Pfarrei St. Bruno im Steinbachtal übernommen. Zu dieser Zeit wurde dort ein neues Augustinerkloster (St. Bruno) eingerichtet, in dem auch das Ostkirchliche Institut der Augustiner und ein Augustinusinstitut untergebracht wurden.